# Коронавірусна хвороба 2019 у Британській Території в Індійському Океані
Епідемія коронавірусної хвороби 2019 у Британській Території в Індійському Океані — це поширення пандемії коронавірусної хвороби 2019 на територію Британської Території в Індійському Океані. Перший випадок хвороби в цій британській заморській території зареєстровано в листопаді 2020 року.

## Хронологія
У листопаді 2020 року на атолі Дієго-Гарсія підтверджено перший випадок коронавірусної хвороби.
У грудні 2020 року підтверджено другий випадок у Британській Території в Індійському Океані, який був тісним контактом першого випадку хвороби.
У травні 2021 року підтверджено ще три випадки COVID-19 у Британській Території в Індійському Океані. Ці хворі були працівниками військової бази, та прибули на острів у квітні.